# Georg-Peter Eder
Georg-Peter Schorsch Eder, nemški častnik, vojaški pilot in letalski as, * 8. marec 1921, Oberdachstetten, † 11. marec 1986.

## Življenjepis
Georg-Peter Eder se je Luftwaffe pridružil kot 17-letni mladenič, leta 1938. Aprila 1939 se je vpisal v letalsko akademijo Berlin-Gatow, že leto kasneje pa so ga poslali v letalsko šolo v Werneuchen. Leta 1940 je bil dodeljen v 1./JG 51, kjer je 1. septembra 1940 poletel na svojo prvo bojno nalogo. S to enoto je sodeloval v Bitki za Britanijo, vendar ni dosegel nobene zračne zmage.
Maja 1941 je bil premeščen v 4./JG 51, tam pa je že 7. maja sestrelil svoje prvo letalo, britanskega lovca Supermarine Spitfire. Ob napadu Nemčije na Sovjetsko zvezo je Eder s svojo enoto v bojih sodeloval od prvega dne naprej in že 22. junija 1941 sestrelil prvi dve sovjetski letali. 24. julija je bil prvič zadet in ranjen, 22. avgusta pa je s svojim Messerschmittom Bf 109 F-2 (W. Nr. 9184) na letališki stezi v Ponjatowski trčil s transpornim letalom Junkers Ju 52. V trku je utrpel poškodbe lobanjskega dna in je bil hospitaliziran. Do takrat je zbral 10 zračnih zmag.
Po okrevanju je bil 1. novembra 1941 premeščen v letalsko šolo Jagdfliegerschule 2 s sedežem v Zerbstu, kjer je delal kot letalski inštruktor. Natančno leto kasneje, 1. novembra 1942 je bil spet premeščen v bojno enoto. Tokrat se je pridružil 7./JG 2, ki je imela sedež v Franciji, njena glavna naloga pa je bila boj proti težkim bombnikom. Skupaj s stotnikom Egonom Mayerjem sta razvila učinkovito taktiko napadanja bombniških formacij. Njuna taktika je bila čelni napad, saj je pod tem kotom obrambni ogenj bombnikov najšibkejši. 
Februarja 1943 je bil Eder imenovan za poveljnika 12./JG 2. 28. marca je bil po zmagi nad B-17 zadet, pri pristajanju pa se je njegovo letalo Bf 109 G-4 (W. Nr. 14 998) prevrnilo in pod seboj pokopalo Ederja, ki se je ob tej priložnosti ponovno poškodoval. Poškodbe niso bile hude, tako da je lahko Eder kmalu spet letel in 29. maja 1943 zabeležil že svojo dvajseto zmago. 5. septembra 1943 je bil Eder ponovno premeščen. Tokrat je prevzel poveljstvo nad 5./JG 2. Petega novembra je bil spet zadet in je moral izskočiti iz svojega letala Bf 109 G-6 (W. Nr. 20 733), pri čemer se je ponovno poškodoval.
Marca 1944 je bil nadporočnik Eder premeščen k 6./JG 1 in že 19. aprila s svojim Focke-Wulf Fw 190 A-7 (W. Nr. 430 645) “Rumena 4” v zračnem dvoboju z ameriškimi lovci Republic P-47 Thunderbolt ponovno zadet v bližini Göttingena. Tokrat jo je odnesel brez poškodb in je 8. maja, sicer sestrelil ameriški bombnik B-24 Liberator, a bil tudi sam zadet, tako,da je bil prisiljen svojega Fw 190 A-8 (W. Nr. 170071) “Rumena 4” zasilno pristati. Še isti mesec, 29. maja je z nadomestnim letalom Fw 190 A-8 (W. Nr. 730 386) »rdeča 24« spet trčil s prijateljskim letalom, tokrat pri pristajanju, a je bil nepoškodovan. Do konca maja je imel 49 priznanih zmag in je postal poveljnik II./JG1, s katero je sodeloval pri obrambi v Normandiji. 21. junija 1944 je zabeležil svojo petdeseto zmago in bil zanjo 24. junija odlikovan z Viteškim križem. 
11. avgusta 1944 je prevzel poveljstvo nad 6./JG 26. Pri napadu na zavezniško vojaško kolono je v nizkem letu sestrelil britanskega Spitfira, ki je strmoglavil na kolono in uničil dva ameriška tanka M4 Sherman. Kmalu za tem je sestrelil še enega Spitfira, ki je spet strmoglavil in uničil še enega Shermana. 
Po tragični smrti prejšnjega poveljnika II./JG 26, Emila Langa, je 4. septembra stotnik Eder prevzel poveljstvo nad to enoto, še isti mesec pa je bil spet premeščen. Tokrat je odšel v Erprobungskommando 262 (kasneje preimenovano v Kommando Nowotny), kjer je postal Staffelkapitän 1./Kdo Nowotny. Po preimenovanju enote v JG 7, je postal 19. novembra poveljnik 9./JG 7. Dobil je novo letalo, reaktivnega lovca Messerschmitt Me 262. 
Z novim letalom se je Eder kmalu izkazal. V ardenski ofenzivi je namreč deloval v jurišnih operacijah in na tleh uničil kar 40 ameriških letal P-47. Za zasluge in šestdeset zabeleženih zmag je bil 25. novembra 1944 odlikovan s hrastovimi listi k viteškemu križu (Nr. 663). 22. januarja 1945 so ga med pristajanjem v bližini Parchima presenetili ameriški lovci P-51 Mustang in P-38 Lightning. Njegovo letalo je bilo močno poškodovano, a ga je Eder še uspel spraviti na tla. Pri pristanku si je Eder zlomil obe nogi, tako da je konec vojne dočakal v bolnišnici. Najprej se je zdravil v Wismarju, kasneje pa v Bad Weissee, kjer so ga zajele ameriške enote.
Eder je med vojno opravil 572 bojnih nalog, od katerih jih je kar 150 opravil z Me-262. Na vzhodni fronti je zabeležil 10 zmag, na zahodni pa 68. Od teh 68 zmag je bilo 36 težkih štirimotornih bombnikov s čimer velja za najuspešnejšega asa v boju z bombniki. Z Me-262 je zabeležil vsaj 24 zmag, vendar pa večina od njih ni bila nikoli uradno potrjena.
Sam je bil sestreljen kar sedemnajstkrat. Devetkrat je iz svojega letala izskočil, ranjen pa je bil kar štirinajstkrat.

## Zanimivosti
26. junija 1943 je bil ameriški lovski pilot Robert S. Johnson eden od šestnajstih spremljevalnih lovcev P-47 Thunderbolt, ki so imeli nalogo varovati formacijo težkih bombnikov B-24 Liberator. Formacijo je napadlo šestnajst nemških lovcev Focke-Wulf Fw 190, ki so napadli od zadaj in od zgoraj. V boju, ki je sledil je bilo Johnsonovo letalo večkrat zadeto, pilot pa se je poskušal s poškodovanim lovcem umakniti nazaj v bazo. Nad Francijo je njegovega Thunderbolta opazilo drugo nemško lovsko letalo in ga napadlo. Nemški pilot je kmalu opazil, da je letalo preveč poškodovano, da bi se lahko branilo, zato se je pilot približal Thunderboltu in ga je spremljal do mesta Dieppe pri Rokavskem prelivu. Pilot nemškega lovca naj bi bil Georg-Peter Eder iz JG 2, ki je ta dan letel z nadomestnim letalom iz JG 26.

## Odlikovanja
- Ehrenpokal der Luftwaffe (16. junij 1943)
- Nemški križ v zlatu (31 August 1943)
- Železni križec 2. in 1. stopnje
- Viteški križ železnega križca (24. junij 1944)
- Hrastovi listi k viteškemu križu (25. november 1944)